# Paris Jackson
Paris-Michael Katherine Jackson (Beverly Hills, 3 april 1998) is een Amerikaans model, actrice en zangeres. Ze is het tweede kind en de enige dochter van Michael Jackson en Debbie Rowe.

## Carrière

### 1998–2009: Jeugd
Paris werd geboren op 3 april 1998 in de Spaulding Pain Medical Clinic in Beverly Hills, Californië, en werd vernoemd naar de Franse hoofdstad waarin ze werd verwekt. Haar naam komt ook voort uit een belofte die haar vader Michael deed aan tante La Toya Jackson en Kathy Hilton toen ze jonger waren: als Michael een dochter zouden krijgen, zouden ze haar Paris noemen. Ze is het tweede kind en de enige dochter van zanger Michael Jackson en het jongste kind van Debbie Rowe. Paris werd alleen opgevoed door haar vader, die volledige voogdij kreeg na zijn scheiding van Rowe in 2000.
Rowe had verklaard dat het haar bedoeling was en dat zij met Michael had afgesproken dat hij de kinderen zou opvoeden en de voogdij zou hebben. Er werd beweerd dat de relatie een "economische" transactie was voor Rowe, omdat Jackson een baby wilde. Ze groeide op op Neverland Ranch, samen met haar 2 broers. Michael maakte Elizabeth Taylor en Macaulay Culkin de peetouders van haar en haar broer Prince. Tijdens haar jeugd droegen zij en haar broers en zussen vaak maskers tijdens publieke uitjes met hun vader om hun gezichten te verbergen voor het publiek en de pers.
Toen Michael onverwacht stierf op 25 juni 2009, werden zij en haar broers onder de hoede van hun grootmoeder en hun neef Tito Jackson geplaatst. Op 7 juli 2009 tijdens de op televisie uitgezonden herdenkingsdienst voor Michael, sloot de toen 11-jarige Paris de dienst af met de woorden "Ik wilde alleen maar zeggen, sinds ik geboren ben, is papa de beste vader die je je maar kunt voorstellen." Getroost door haar tantes, ooms en grootmoeder ging ze verder: "En ik wilde gewoon zeggen dat ik zoveel van hem hou," voordat ze in tranen uitbarstte en zich in de armen van tante Janet Jackson wierp.

### 2010–2018: Begin carrière
In 2010 gaven Paris en haar broers een interview voor Oprah Winfrey, samen met hun grootmoeder Katherine en hun neven over het leven na de dood van Michael. Zij en haar broer Prince accepteerden ook de Lifetime Achievement Award namens hun vader tijdens de Grammy Awards van 2010. Jackson schreef zich in bij de Buckley School, een exclusieve privéschool in Sherman Oaks, Californië, samen met haar broer Prince. Daar nam ze deel aan flag-football, softbal en cheerleading.
In 2011 tekende Paris voor de hoofdrol in de kinderfantasyfilm Lundon's Bridge and the Three Keys, een verhaal dat is aangepast van een boek geschreven door Dennis Christen. Uiteindelijk werd de film niet geproduceerd.
Paris, haar twee broers Prince en Bigi, en haar grootmoeder Katherine maakten plannen om een documentairefilm genaamd Remembering Michael samen te stellen ter nagedachtenis aan haar overleden vader. Gehoopt werd dat de kosten van het project gefinancierd zouden worden door bijdragende fans via crowdfunding. Echter, vanwege de opschudding onder fans en media die door deze methode werd veroorzaakt, besloot Katherine de campagne stop te zetten. In een voorproefje van de documentaire merkte Paris op dat haar vader haar had beloofd zijn beroemde dansbeweging, de Moonwalk, aan haar te leren maar daar nooit de kans toe had gehad. Sinds het stopzetten van de online campagne zijn er geen verdere updates gemeld over dit project. In 2019 nam Antoine Fuqua dit project over en werd het idee omgezet in een film over het leven van Michael Jackson genaamd Michael. De filmproductie begon in 2024 met Jaafar Jackson, Paris haar neef, in de hoofdrol als haar vader Michael.
In januari 2017 verscheen Paris op de cover van Rolling Stone en in maart 2017 tekende Paris een modellencontract bij IMG Models, in dezelfde maand ook haar acteerdebuut.
Paris maakte haar filmdebuut in de speelfilm Gringo in 2018. In datzelfde jaar vormden Paris en muzikant Gabriel Glenn een muzikaal duo genaamd The Soundflowers. Ze traden voor het eerst op tijdens de Canyon Sessions op 23 juni 2018, waar ze de nummers Daisy en In the Blue uitvoerden. Paris zong en speelde de ukulele, terwijl Glenn akoestische gitaar speelde. The Soundflowers brachten hun eerste titelloze EP uit op 24 juni 2020.

### 2019–heden
Op 24 juni 2019, de avond voor de tiende verjaardag van de dood van haar vader, werd bevestigd dat Paris een verschijning zou maken in het derde seizoen van de VH1-televisieserie Scream. Vervolgens verscheen Paris in Habit, waarin ze Jezus Christus vertolkte. Paris tekende ook een deal met Republic Records. Haar eerste single, "Let Down", werd uitgebracht op 29 oktober 2020, samen met de muziekvideo voor het nummer. Haar debuutalbum, Wilted, werd uitgebracht op 13 november 2020.
In 2021 won het nummer "Notes on a Ghost", uitgevoerd door Paris Jackson en Gabriel Glenn, de Best Music-award op de Top Indie Film Awards. Het nummer maakte deel uit van de soundtrack van de film The Passenger, geregisseerd door Alexander Bruckner. Op 22 april 2021 werd gemeld dat Paris zich bij de cast van het tiende seizoen van de FX-anthologieserie American Horror Story had gevoegd in een niet nader genoemde rol. Ze speelde als Maya in het eerste verhaal van de spin-off serie van American Horror Story, genaamd American Horror Stories, die op 15 juli 2021 in première ging.
Op 12 juni 2022 bezocht Paris de 75e Tony Awards met haar broer Prince ter ondersteuning van de Broadway-musical MJ the Musical en hoofdrolspeler Myles Frost, die de Tony Award voor Best Actor in a Musical won voor zijn rol als Michael Jackson. MJ the Musical won die avond in totaal vier prijzen. Paris en Prince introduceerden een optreden uit de musical. Beide broers en zussen woonden ook de openingsavond van de musical bij in het Neil Simon Theatre in New York, samen met neef TJ, de zoon van Tito van de Jackson 5.
Op 18 februari 2022 deelde Paris de Lost EP. De EP bevat een samenwerking met Caamp genaamd "Lost", en solonummers "Breathe Again" en "Never Going Back Again". In juni 2022 bracht Paris de single "Lighthouse" uit, samen met de bijbehorende muziekvideo. De video heeft een jaren 90-rock grunge vibe als eerbetoon aan Nirvana en Kurt Cobain. Op 28 oktober 2022 bracht Paris de single "Just You" uit.